# Cardamine constancei
Cardamine constancei là một loài thực vật có hoa trong họ Cải. Loài này được Detling mô tả khoa học đầu tiên năm 1935.